# João Paulo
João Paulo, brazilski nogometaš, * 7. september 1964, Campinas, Brazilija.
Za brazilsko reprezentanco je odigral 17 uradnih tekem in dosegel štiri gole.